# Evangelische Kirche (Wolfenhausen)

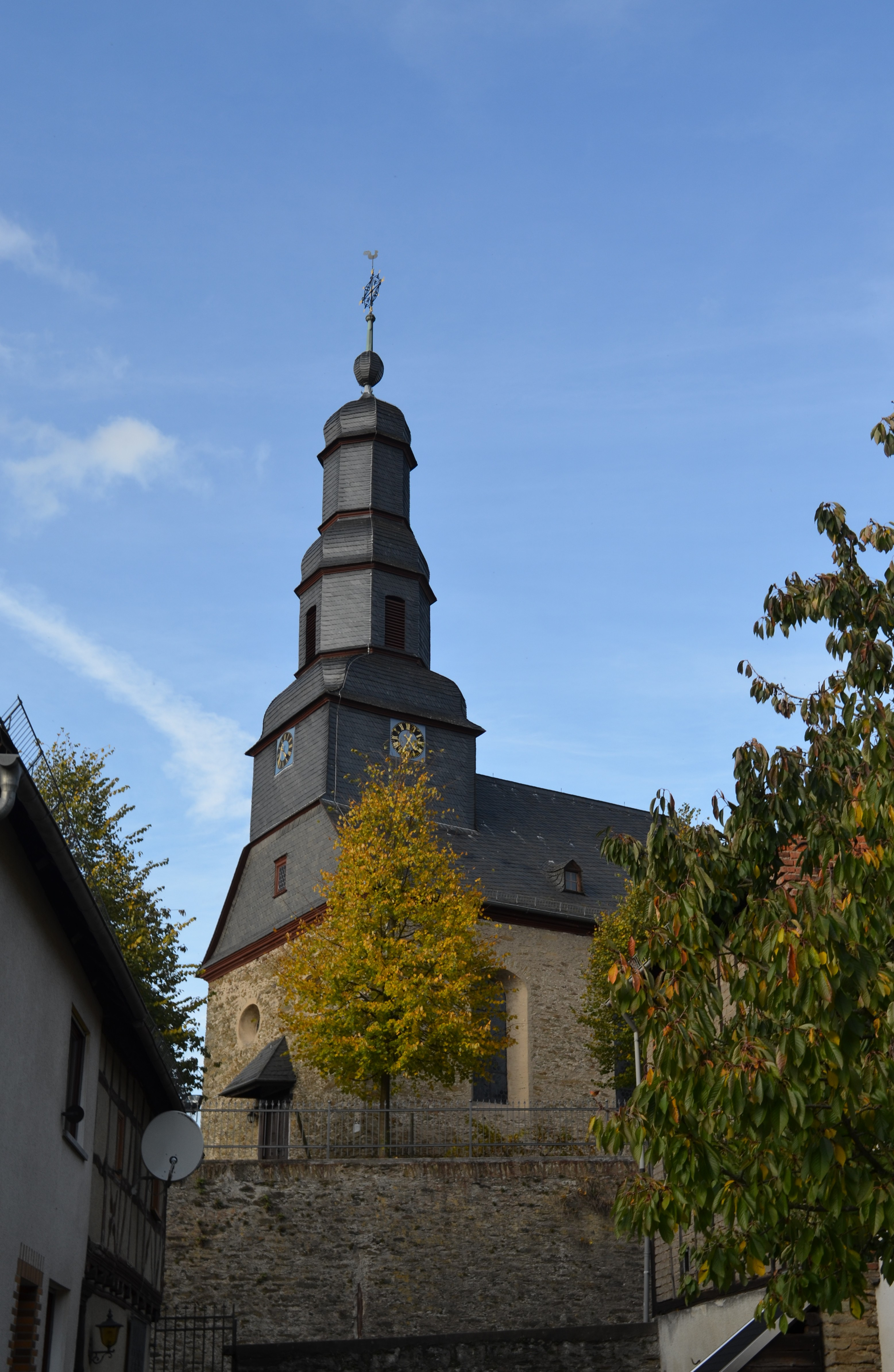
Evangelische Kirche von der Grabenstraße

Die Evangelische Kirche in Wolfenhausen im Taunus, Gemeinde Weilmünster im Landkreis Limburg-Weilburg in Hessen, ist eine einschiffige barocke Kirche. Sie wurde 1752 errichtet. Die Kirchengemeinde gehört zum Dekanat an der Lahn in der Propstei Nord-Nassau der Evangelischen Kirche in Hessen und Nassau.

## Geschichte
Die Grundsteinlegung wurde 1752 vorgenommen. Die Bauzeit bis zur Fertigstellung betrug zwei Jahre. Zuvor stand auf diesem Standort wahrscheinlich eine kleine Kapelle, wofür das Datum von 1670 auf einer der Kirchenglocken spricht.

## Architektur

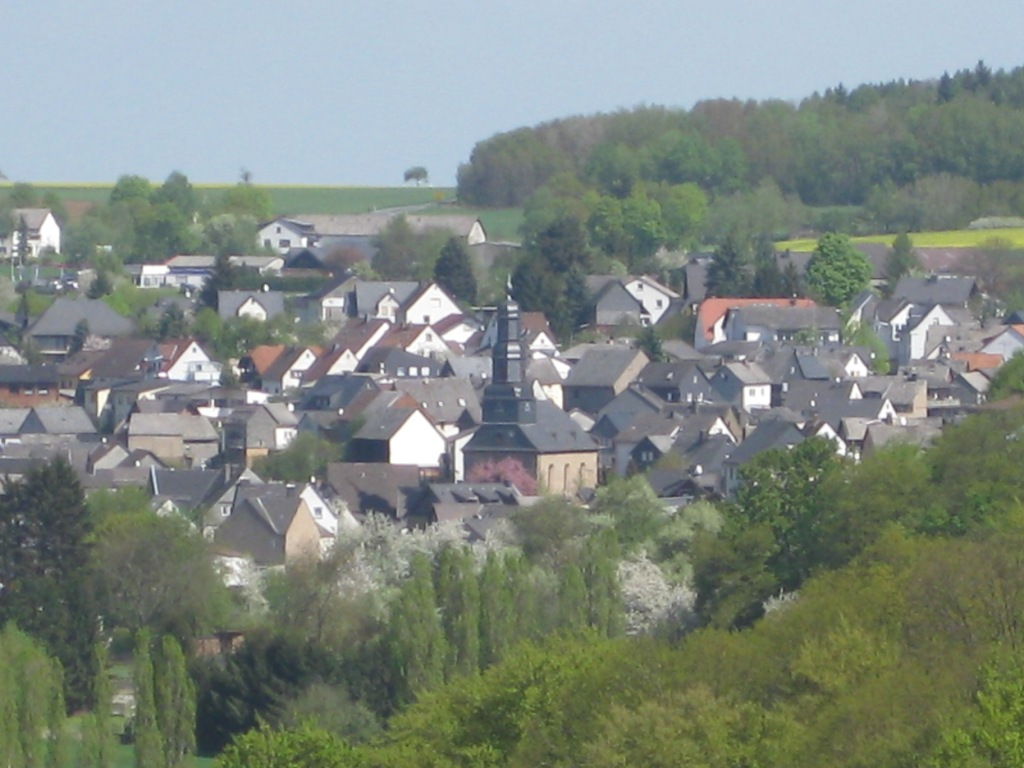
Ortsansicht mit Evangelischer Kirche

Es handelt sich um einen breiten Saalbau, der wirkungsvoll auf einer Anhöhe über der Ortsmitte gelegen ist. Über der Giebelseite befindet sich ein mehrfach gestufter Haubenreiterturm mit Knauf und Kreuz. Ein identischer Haubenturm besteht bei der Pfarrkirche St. Margaretha in Hasselbach, der durch den Zimmermann Alexander Glöckner aus Weilburg erbaut wurde. Im Westmauerwerk hat die Kirche zwei Oculi. Auf beiden Seiten des Langhauses befinden sich drei schmale Rundbogenfenster.

## Ausstattung und Orgel
Die Ausstattung stammt aus der Bauzeit der Kirche. Darunter befindet sich ein Altartisch aus schwarzem Lahnmarmor mit Balusterfuß. Eine grundlegende  Innenrenovierung wurde im Jahre 1989 vorgenommen. Es wurde besonderen Wert darauf gelegt, dem Innenraum der Kirche so weit wie möglich seine ursprünglichen Farben zurückzugeben. Dies sind die Runkeler Farben Blau, Rot und Grau, sowie die vorhandene Deckenmalereien wieder freizulegen. 
Bei der Restaurierung wurden schwarze Engel mit ernsten Gesichtern in allen vier Ecken freigelegt, ebenso eine Sonne und ein Mond in der Mitte der Decke, die himmelblau ist. Die ernsten Gesichter sollen an die schwere Zeit und harte Arbeit der Bauern erinnern. Die ursprünglichen Sterne konnten nicht restauriert werden. Sie wurden neu aufgetragen, so dass der blaue Himmel mit Sonne, Mond und Sternen nun wieder komplett erstrahlt. An die bäuerliche Zeit erinnert die Predigtkanzel, die mit Kornähren geschmückt ist und von deren Schalldeckel verschiedene Früchte hängen.
Die Orgel wurde 1778–1781 von dem Orgelbauer Dreuth aus Griedel erbaut.

## Glocken
Im Turm hängen drei Glocken. Die älteste stammt aus dem Jahr 1670, die zwei jüngeren sind im Ersten Weltkrieg und im Zweiten Weltkrieg beschlagnahmt worden und mussten neu gegossen werden.